# Eparchia iskitimska
Eparchia iskitimska – jedna z eparchii Rosyjskiego Kościoła Prawosławnego, z siedzibą w Iskitimie. Należy do metropolii nowosybirskiej.
Erygowana przez Święty Synod Rosyjskiego Kościoła Prawosławnego 28 grudnia 2011 poprzez wydzielenie z eparchii nowosybirskiej i berdskiej. Obejmuje terytorium części rejonów obwodu nowosybirskiego. Jej pierwszym ordynariuszem został 10 marca 2012 Łukasz (Wołczkow).
Eparchia dzieli się na trzy dekanaty:
- południowy
- centralny
- północny

Na terenie eparchii działa męski monaster Opieki Matki Bożej w Zawiałowie.

## Biskupi iskitimscy
- Łukasz (Wołczkow), 2012-2023[4]
- Leonid (Tołmaczow), od 2023[5]